# Mitră
Mitra este un acoperământ pentru cap de origine veche-persană, confecționat din țesături fine, cu broderii cu fir metalic și aplicații de pietre prețioase, purtat de arhierei și de unii arhimandriți și arhiprezbiteri, la slujbele religioase.
În creștinism, mitra  este un acoperământ al capului, ca o coroană, pe care o poartă în general episcopii sau alte ranguri înalte. La ortodocși, mitra are o formă globulară, iar la catolici, aceasta este triunghiulară.

## Origine
Originiile mitrei sunt destul de vechi. În comunitățiile ebraice din Israelul antic, kohenul (marele preot ), purta o coroană de aur acoperită cu pânză albă, coroană numită mitznefet, de multe ori înțelesă ca un fel de mitră, ceilalți preoți iudei purtând turbane.

## În creștinismul apusean

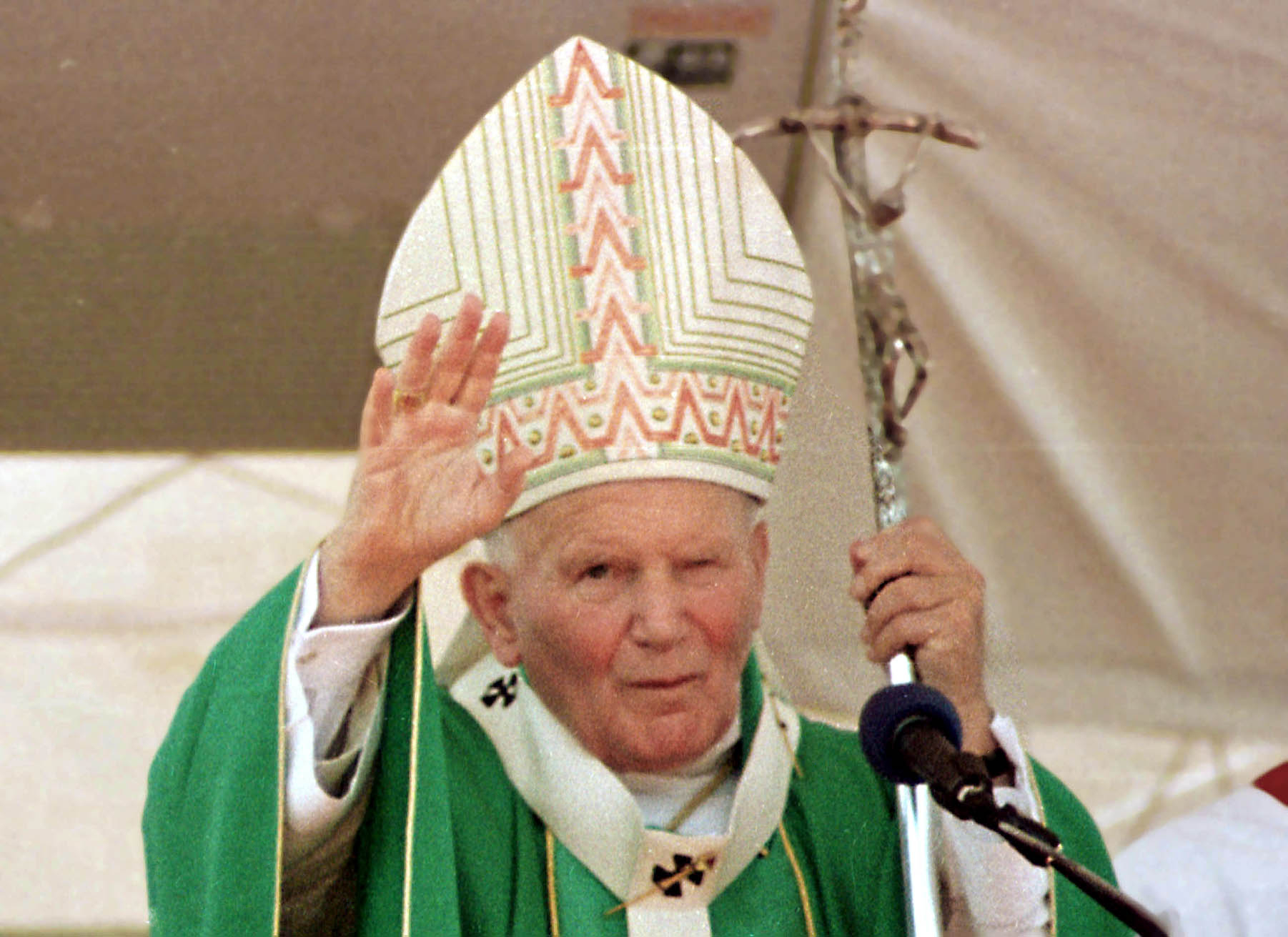
Papa Ioan Paul al II-lea având pe cap o mitră.

În tradiția creștină occidentală, mitra este o pălărie înaltă din piele, compusă din două părți similare (față și spate), fiind cusute în laturi și descusute la vârf, iar la spate având două clapete.
În Biserica Romano-Catolică doar cardinali, episcopii și abații au dreptul de a purta mitra. Culoarea unei mitre este de obicei albă, roșie sau galbenă. Unele pot fi brodate cu modele, cruci sau diamante, în funcție de rangul posesorului. De asemenea, papalitatea deține o mitră specială cu trei nivele, făcută din aur, și numită tiara papală, dar papalitatea a încetat să o mai folosească folosind o mitră normală, dar destul de bogată în pietre prețioase.
În unele biserici protestante, doar episcopii poartă mitre, dar doar în anumite ocazi speciale.

## În creștinismul răsăritean

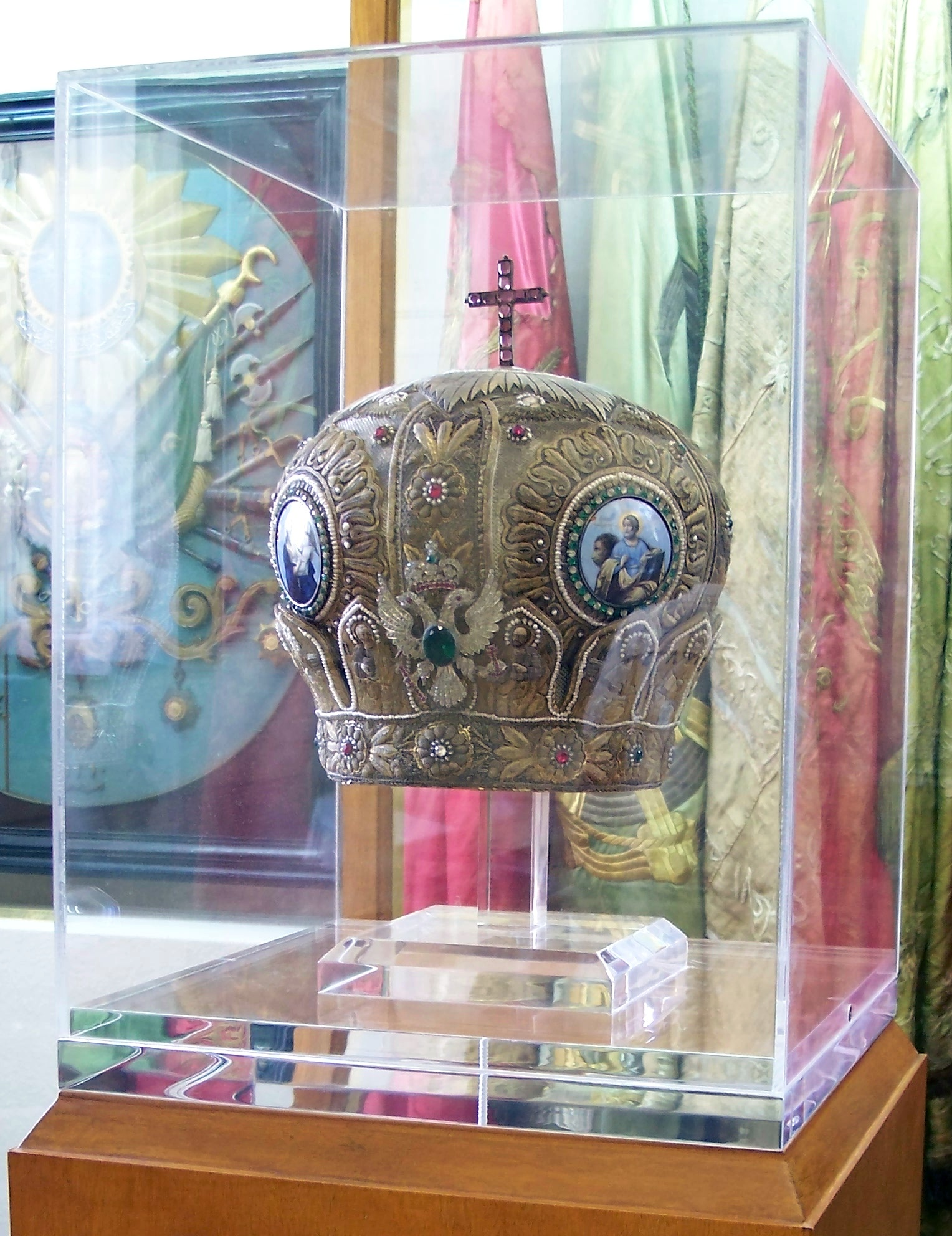
O mitră a unui patriarh al Rusiei.

În tradiția răsăriteană, mitra este o coroană bombată, care are în vârf o cruce. La fel ca în Apus, unele mitre sunt decorate cu pietre prețioase și icoane. În prezent nu se folosesc mitre făcute din metale prețioase, nici acoperite cu pietre prețioase, ci doar alcătuite din materiale textile fine și strălucitoare decorate cu icoane.
În Biserica Ortodoxă Răsăriteană, doar arhiereii au dreptul de a purta mitră, deși în Biserica Ortodoxă Rusă preoții pot purta mitră în semn de distincție, dar fără cruce. De obicei, mitrele sunt decorate cu icoane ale Fecioarei Maria sau ale lui Isus Hristos. Mitra patriarhului de la Constantinopol este decoarată cu un vultur bicefal, simbol al bisericii bizantine. În prezent orice ierarh poate purta mitră decorată cu un vultur bicefal.
În Bisericile Ortodoxe Orientale, mitra este învelită cu un turban neagru la episcopi, și unul alb sau roșu la patriarhi.